# Comuna Vișani, Brăila
Vișani este o comună în județul Brăila, Muntenia, România, formată din satele Câineni-Băi, Plăsoiu și Vișani (reședința).

## Așezare
Comuna se află în vestul județului, la limita cu județul Buzău, pe malul stâng al râului Buzău, mărginindu-se cu lacurile Jirlău și Amara. Prin comună trece șoseaua județeană DJ203A, care duce spre vest către Galbenu și spre nord-est către Balta Albă, Ghergheasa și Valea Râmnicului (toate în județul Buzău; unde se termină în DN2). La Vișani, din acest drum se ramifică șoseaua județeană DJ203T, care duce spre sud-vest către Jirlău.

## Demografie
Componența etnică a comunei Vișani
     Români (82,47%)
     Romi (8,95%)
     Alte etnii (0%)
     Necunoscută (8,58%)
Componența confesională a comunei Vișani
     Ortodocși (91,19%)
     Alte religii (0,05%)
     Necunoscută (8,76%)
Conform recensământului efectuat în 2021, populația comunei Vișani se ridică la 2.145 de locuitori, în scădere față de recensământul anterior din 2011, când fuseseră înregistrați 2.495 de locuitori. Majoritatea locuitorilor sunt români (82,47%), cu o minoritate de romi (8,95%), iar pentru 8,58% nu se cunoaște apartenența etnică. Din punct de vedere confesional, majoritatea locuitorilor sunt ortodocși (91,19%), iar pentru 8,76% nu se cunoaște apartenența confesională.

## Politică și administrație
Comuna Vișani este administrată de un primar și un consiliu local compus din 11 consilieri. Primarul, Neagu Caraman[*], de la Partidul Social Democrat, este în funcție din 2004. Începând cu alegerile locale din 2024, consiliul local are următoarea componență pe partide politice:
|  | Partid                    | Consilieri | Componența Consiliului | Componența Consiliului | Componența Consiliului | Componența Consiliului | Componența Consiliului | Componența Consiliului | Componența Consiliului | Componența Consiliului | Componența Consiliului |
|  | ------------------------- | ---------- | ---------------------- | ---------------------- | ---------------------- | ---------------------- | ---------------------- | ---------------------- | ---------------------- | ---------------------- | ---------------------- |
|  | Partidul Social Democrat  | 9          |                        |                        |                        |                        |                        |                        |                        |                        |                        |
|  | Partidul Național Liberal | 2          |                        |                        |                        |                        |                        |                        |                        |                        |                        |

## Istorie
La sfârșitul secolului al XIX-lea, comuna Vișani făcea parte din plasa Râmnicul de Jos a județului Râmnicu Sărat, și era formată doar din satul de reședință, cu 1061 de locuitori. În comună funcționau o moară cu aburi, o școală mixtă și o biserică zidită în 1837. La acea vreme, pe teritoriul actual al comunei funcționa în plasa Grădiștea a aceluiași județ și comuna Câineni, formată din cătunele Stăvărești (care era reședința), Plăsoiu, Maralaiu și Câineni, cu o populație totală de 883 de locuitori. Aici funcționau o școală de băieți cu 22 de elevi la Stăvărești, deschisă în 1885 și două biserici — una zidită la Stăvărești în 1835 de vechiul proprietar al moșiei, Alexandru Bagdat, și o a doua la Câineni, construită de spătarul Pantazi Bagdat în 1843.
În 1925, comuna Vișani făcea parte din plasa Orașu a aceluiași județ, și era formată tot dintr-un singur sat, cu 1454 de locuitori. Comuna Câineni făcea parte din plasa Boldu a județului și avea în compunere satele Câineni, Plășoiu și Stăvărești (în continuare reședință), cu 1010 locuitori.
În 1950, județul Râmnicu Sărat a fost desființat și cele două comune au fost transferate raionului Făurei din regiunea Galați. În 1968, comuna Câineni (denumită acum Câineni-Băi) a fost desființată și inclusă în comuna Vișani, care la rândul ei a fost transferată județului Brăila.

## Personalități născute aici
- Nicolae Martinescu (1940 - 2013), luptător.